# Dachtraufe

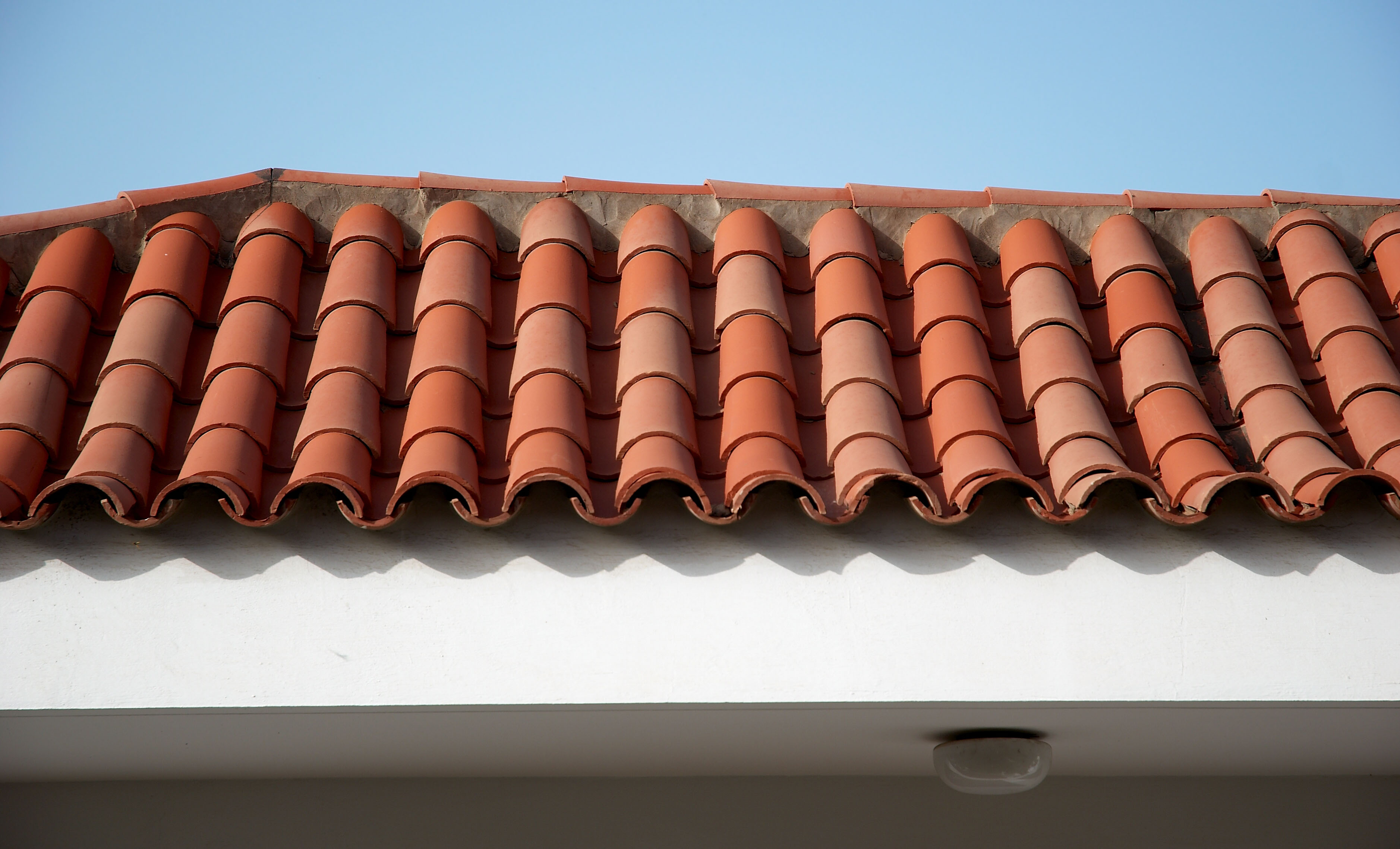
Einfache Traufe ohne Regenrinne

Als Dachtraufe (kurz Traufe) wird im Bauwesen die untere Kante am Dach eines Gebäudes bezeichnet. Hier fließt während eines Regens oder bei Schneeschmelze das gesammelte Wasser der Dachfläche ab.

## Beschreibung
Die Dachtraufe ist die untere als Kante ausgebildete, waagerechte Begrenzung der Dachfläche parallel zum First. Sie ist zugleich die Ablaufkante des Regenwassers, entweder als Tropfkante oder in Dachrinnen, wobei letztere angebracht sind, um von dort das Wasser seitlich durch Wasserspeier oder Fallrohre abzuleiten. Bei Walmdächern läuft die Traufe in einheitlicher Höhe um das ganze Haus.

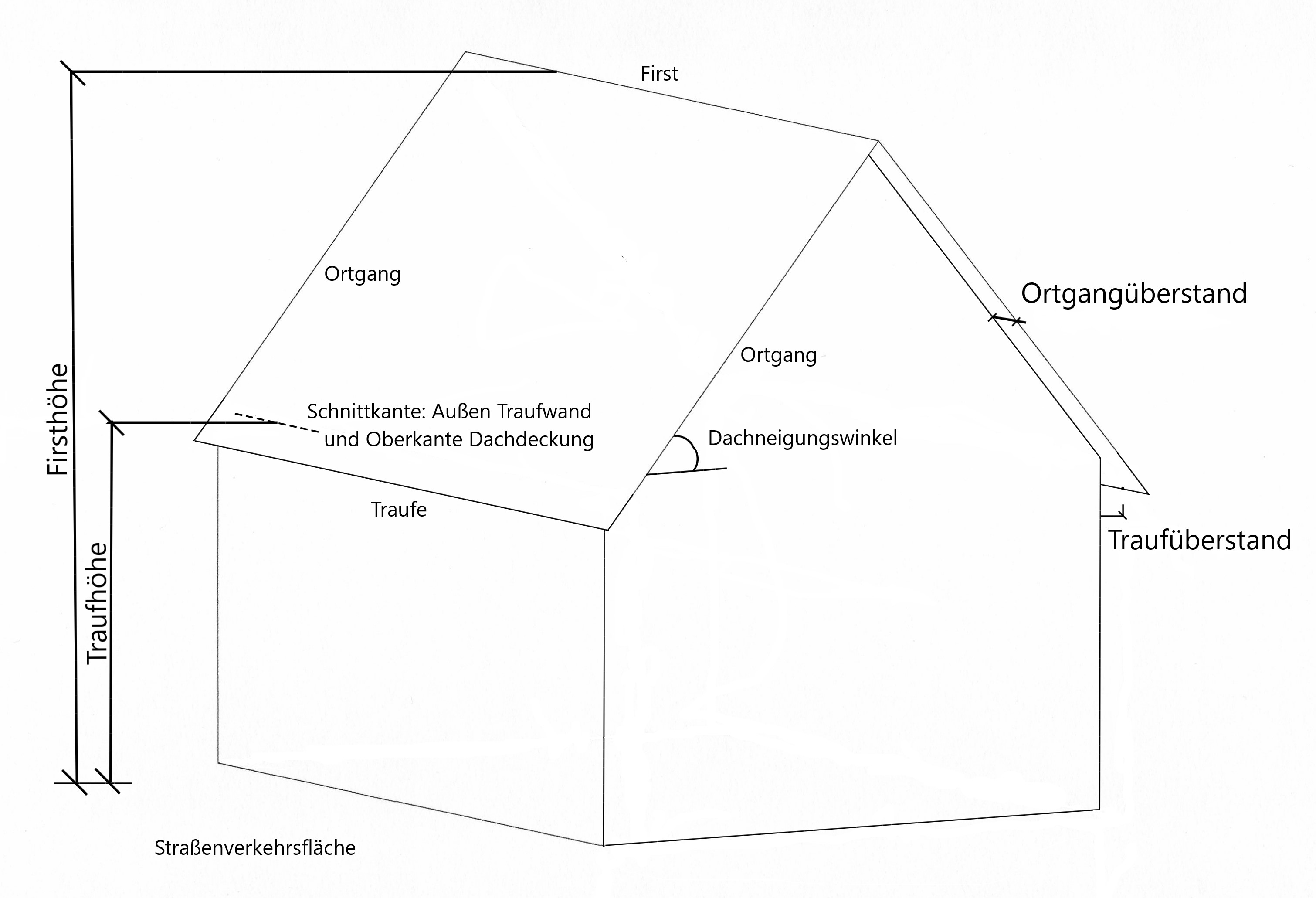
Schaubild für die Begriffe: Traufe, Traufhöhe, Traufüberstand

## Begriff
Der Begriff Traufe kommt vom mittelhochdeutschen troufe; er bezeichnet den Tropfen, das Niedertröpfeln, den Ort des Tropfenfalls und erinnert damit sprachlich an eine Zeit, als Dächer allgemein noch keine Regenrinnen hatten, sondern das Niederschlagswasser von der Traufe direkt herabfloss. Aus diesem Zusammenhang stammt die in Deutschland seit dem 17. Jahrhundert bekannte sprichwörtliche Redensart, dass man vom Regen in die Traufe kommt. Sie hat ihren Ursprung in dem Umstand, dass man sich bei Regenwetter ans Haus unter den Dachüberstand flüchtet, dabei aber unter die Traufe gerät, aus der das gesammelte Dachregenwasser herunterschießt, so dass man erst recht nass wird. Im übertragenen Sinne bedeutet die Redensart, dass man ein Übel vermeidet und dabei einem schlimmeren verfällt.

## Traufseite, traufständig

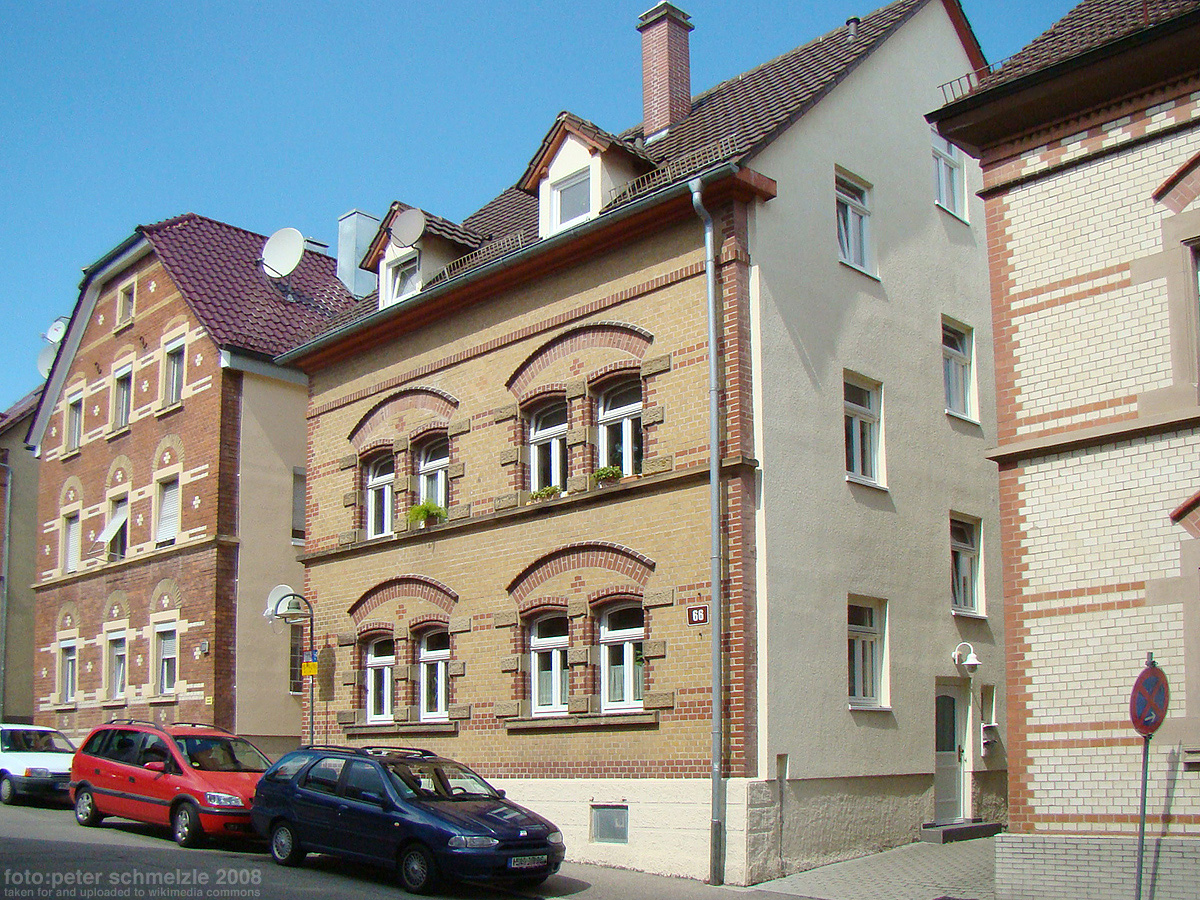
Bildmitte: traufständiges Gebäude, links ein giebelständiges Gebäude

Die Seite des Hauses, an dem sich die Traufe befindet, wird als Traufseite bezeichnet, im Gegensatz zur Giebelseite. Ein Haus dessen Traufe parallel zur erschließenden Straße ausgerichtet ist, nennt man traufständig. Ein solches Haus wird auch als Traufhaus oder Traufenhaus bezeichnet.

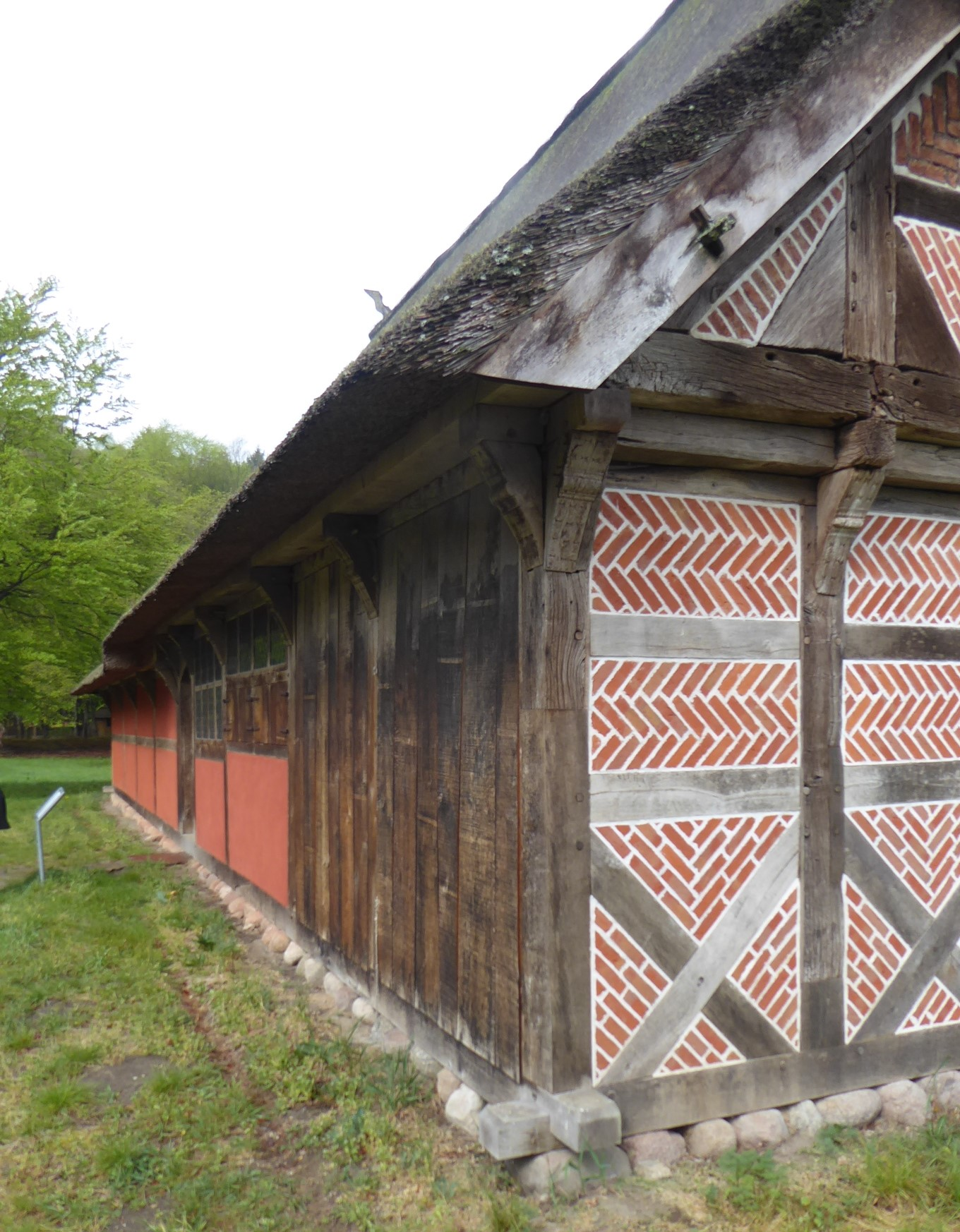
Traufe eines strohgedeckten Hauses (Museumsdorf Hösseringen). Unter der Traufe zeichnet sich im Boden der Tropfenfall ab.

Der Begriff traufständig bezieht sich ebenfalls auf die Orientierung eines Gebäudes in Bezug zur erschließenden Straße oder dem Platz. Bei traufständiger Bauweise stehen Traufe und First eines Gebäudes parallel zur Straße. Der Gegenbegriff in Architektur und Stadtplanung ist giebelständig. 

## Traufpunkt und Traufhöhe
Als „Traufpunkt“ (auch „Traufenpunkt“) wird ein Schnittpunkt zwischen der senkrechten Außenfläche (Oberfläche der Außenwand) und der Dachhaut bezeichnet. Die Höhe zwischen Traufpunkt und dem Terrain wird als „Traufhöhe“ bezeichnet.
Als begrenzendes Maß im Bauplanungsrecht entspricht die Traufhöhe nicht unbedingt in jedem Punkt der Höhe der Dachrinne über dem Erdboden, sondern wird gemittelt bzw. zeichnerisch ermittelt. Die maximale Traufhöhe kann in einem Bebauungsplan festgeschrieben werden. In Berlin gilt beispielsweise häufig eine traditionelle Traufhöhe von 22 m. Im Bebauungsplan kann eine maximale Traufhöhe auch abhängig von der Dachneigung festgelegt werden, so kann sie z. B. für eingeschossige Einfamilienhäuser 3,5 m bei 45° Dachneigung und 4,0 m bei 35° Dachneigung betragen. Außerdem wird im Allgemeinen auch die Firsthöhe festgelegt, was zu weiteren Einschränkungen bei der Traufhöhe führt.
Die Bezugspunkte der Traufhöhendefinition beziehen sich in der Regel auf die Oberkante der öffentlichen Straße und den Schnittpunkt zwischen dem aufgehenden Mauerwerk, der Außenwand, mit dem Dachsparren. Auch hier kann durch den Bebauungsplan präzisiert werden, ob die Unterkante des Sparrens oder die Dachhaut maßgebend sind. Dachaufbauten lösen keine Traufhöhen im Planungsrecht aus. Die Traufhöhe ist immer an die Decke des letzten möglichen Vollgeschosses und der aufgehenden Außenwand angebunden.

## Traufrecht und Dachtraufrecht
Das Traufrecht ist eine Grunddienstbarkeit, mit der dem Eigentümer eines Grundstücks das Recht eingeräumt wird, das Regenwasser auf das Grundstück des Nachbarn ablaufen zu lassen.
Mit dem Dachtraufrecht hat dieses Recht nichts zu tun. → Hauptartikel: Traufrecht
Das Dachtraufrecht ist ein Begriff der Behörden- und Gerichtsorganisation des späten Mittelalters und der frühen Neuzeit bis ins 17. Jahrhundert. Es bezeichnet das Recht eines Hausbesitzers, Angelegenheiten selbst zu untersuchen und allenfalls zu bestrafen, die sich innerhalb der Dachtraufe seines Hauses ereignet hatten. → Hauptartikel: Dachtraufrecht